# Callitris glaucophylla
Espèce
Classification phylogénétique
Le Callitris glaucophylla est une espèce de plantes de la famille des Cupressaceae. C'est un conifère originaire d'Australie.
C'est un arbre de 4 à 12 m de haut pouvant atteindre une vingtaine de mètres avec un tronc d'e 50 cm de diamètre ; les feuilles sont des aiguilles de 2,6 mm de long sur 0.6 de large; les cônes sont globuleux.
Il est très abondant sur tout le continent australien au sud du tropique du Capricorne.